# Розберг, Александр Петрович
Александр Петрович Розберг (1815—1871) — преподаватель русского языка, инспектор Дерптского ветеринарного института.

## Биография
Родился в Москве в 1815 году. 
Получив домашнее образование, в 1836 году, приехал в Дерпт, куда отправился проводить своего старшего брата Михаила, назначенного профессором Дерптского университета, а также с целью посетить главные города Прибалтийского края. В декабре того же года появились Высочайшие повеления об усилении преподавания русского языка в учебных заведениях Дерптского учебного округа, и Александр Розберг после сдачи экзамена на звание преподавателя русского языка для начальных школ определился с 8 октября 1837 года в Дерптское уездное училище, — едва ли в ту пору не лучшее уездное в России. Здесь его товарищами были: Ф. Ф. Витте, П. И. Прейс, П. Д. Аменицкий, А. С. Жиряев и И. М. Николич. Увеличив количество своих уроков, сверх определённых программой, в свободные от служебных занятий часы он собирал воспитанников у себя на дому и безвозмездно занимался с ними. Его труды были замечены: граф С. С. Уваров отличал Розберга за ясность, точность и быстрые успехи его преподавания и в каждый свой приезд он посещал уроки Pозберга; о его работе докладывали товарищу министра A. С. Норову; 1 января 1850 года А. П. Розберг был переведён на должность младшего учителя русского языка в Дерптской гимназии и Городском девичьем училище. 
В 1856 году он был переведён инспектором гимназии в Ригу, откуда через два года он был вынужден по семейным обстоятельствам вернуться в Дерпт, где ему была предоставлена должность инспектора Ветеринарного института. В течение более нежели 25 лет А. П. Розберг был Остзейском крае едва ли не лучшим преподавателем русского языка в низших и средних классах гимназий. 
Умер 24 мая (5 июня) 1871 года в Дерпте. В некрологе («Рижский вестник». — 1871. — № 116) было указано, что он сочинял стихи.